# Jazzfest Berlin
De Jazzfest Berlin (tot 1980 Berliner Jazztage) is een van de oudste en meest gerespecteerde jazzevenementen in Europa. Opgericht in Berlijn in 1964 door Joachim-Ernst Berendt en Ralf Schulte-Bahrenberg (met de steun van George Wein), heeft het festival de reputatie een vooruitstrevend en toch traditioneel jazzevenement van Europees karakter te zijn. Het vindt plaats in de herfst en wordt georganiseerd door de Berliner Festspiele.

## Geschiedenis
De Berliner Jazztage ontstonden als onderdeel van de Berliner Festwochen, wiens directeur Nicolas Nabokov Berendt benaderde om een jazzfestival te organiseren als onderdeel van de Festwochen 1964. Een hoogtepunt was de eerste verschijning van het tweede Miles Davis Quintet (met Ron Carter, Tony Williams, Herbie Hancock, Wayne Shorter), met de live-opname van Miles in Berlijn op 25 september. Oorspronkelijk zou dit een eenmalig evenement blijven. Jazzsalons hadden de festivalweken al georganiseerd in 1959 en 1961 (waarbij Berendt ook was betrokken). Berendt, Schulte-Bahrenberg en Wein benaderden vervolgens de Berlijnse Senaat en gingen verder als een onafhankelijk evenement vanaf 1965, waarbij het Jazz Festival naar november werd verplaatst en onafhankelijk van de festivalweken opereerde. De sponsor was een nieuw opgerichte festivalbedrijf bestaande uit Berendt, Schulte-Bahring en Wein, die in staat waren om gunstige voorwaarden zoals de verdeling van een winstoverschot te implementeren.

### Popularisatie van jazz via televisie
De eerste locatie voor de Berliner Jazztage was het recent voltooide Berlin Philharmonic, ontworpen door Hans Scharoun. Berendt kon de ARD televisie- en radiostations, ZDF, de staat Berlijn en de federale overheid binden om een internationaal opgezet jazzfestival te financieren. Martin Luther King stuurde een voorwoord naar de eerste Berliner Jazztage over zwart en wit, Afrika-Europa, waarin hij de kracht van jazzmuziek benadrukte als versterking van de Amerikaanse Civil Rights Movement. Belangrijke Amerikaanse muzikanten die zich al een tijdje hadden teruggetrokken, zoals Ornette Coleman, Charles Mingus en Gil Evans, kozen de Berliner Jazztage voor hun terugkeer op het podium. De jazzcriticus Nat Hentoff zei dat de jazzdagen van Europa, zo niet het toonaangevende jazzfestival ter wereld waren. Berendt oriënteerde elk festival op bepaalde onderwerpen, bijvoorbeeld de ontmoeting met Japan in 1965 en jazz en barok in 1966 (de Zwitserse jazzpianist George Gruntz was er voor het eerst bij betrokken). Berendt benadrukte het breedst mogelijke scala aan gepresenteerde jazzstijlen en het gebruik van het festival voor experimenten. Je moet niet alleen jazzmuzikanten presenteren zoals op de Amerikaanse festivals, die ook horen te zijn op toeren in jazzclubs en concerten. In de eerste paar jaar werden echter jam-sessies gepresenteerd ondanks andere programmatische vereisten. Er waren aanzienlijke bereiken en roerige klachten van het publiek.
In 1967 gebruikte Berendt het festival om het eerste wereldmuziekfestival van jazz te organiseren onder het motto 'Jazz Meets The World': de multi-instrumentalist Don Cherry voerde zijn Symphony for Improvisers uit, een Bossa Nova alsook een 'Jazz meets India'-concert werden gegeven en in Noon in Tunesia  speelde een groep bedoeïenen-muzikanten met George Gruntz, Sahib Shihab, Jean-Luc Ponty, Eberhard Weber en Daniel Humair. In 1968 splitste Don Cherry's freejazz in Eternal Rhythm het publiek (met de live-opname van het album met dezelfde naam van het festival), maar de critici waren vooral enthousiast. Berendt dacht dat Cherry een van de meest opvallende vertegenwoordigers van wereldmuziek was. In 1968, na het ontslag van Peter Brötzmann, werd de Total Music Meeting opgericht als een tegenevenement dat volledig was gericht op vrije muziek en voornamelijk Europese muzikanten. Berendt zag het jazzfestival ook vanwege de speciale locatie van Berlijn als een middel om te ontspannen in het oost-westconflict en nodigde Oost-Europese muzikanten uit. Zijn compositieopdracht aan Oliver Nelson in 1970 (Berlin Dialogues for Orchestra) was hier ook kenmerkend voor.

### De onrustige jaren 1970
In 1972 viel Siegfried Schmidt-Joos massaal het management van Berendt over het jazzfestival en zijn invloedrijke rol in de jazz in Duitsland aan. Berendt en Schulte-Bahrenberg verdedigden zichzelf, onder andere in het programma van het Jazz Festival 1972, maar de positie van Berendt als hoofd van het Jazz Festival kon niet langer worden gehandhaafd. De opvolger van Berendt was George Gruntz, die tussen 1972 en 1994 de artistieke leiding had. Op het allereerste Gruntz-festival in 1973, dat eigenlijk goed ging (Miles Davis kwam voor de vijfde keer naar het festival), was er opschudding toen het kritische Berlijnse publiek de Duke Ellington-band uitfloot (vergelijkbaar met Sarah Vaughan een paar jaar eerder in 1969, toen het publiek haar balkleed niet aanstond, dat hen deed denken aan operazangers en haar repertoire van standards. De Ellington-band had eerder een inspannend concertprogramma in Oost-Europa voltooid en was moe (Paul Gonsalves viel na Take the A-Train op het podium in slaap). Ellington moest snel daarna stoppen en werd met hartproblemen in het ziekenhuis opgenomen (het programma werd door de aanwezige George Wein voortgezet aan de piano). Zoals Gruntz opmerkte, kon het Jazz Festival dankzij zijn financiële middelen in een vroeg stadium muzikanten boeken en hun agenten gebruikten dit om vooraf tournees voor jazzmusici in Europa te organiseren. Het gedrag van het publiek gaf het festival echter een slechte reputatie in de ogen van veel Amerikaanse jazzsterren en Gruntz had tijdelijke problemen met hun verbintenis. Gruntz richtte zich steeds meer op fusion en jazz als wereldmuziek.
In 1978 was er opschudding toen Miriam Makeba en Abdullah Ibrahim (Dollar Brand) voorafgaand aan het concert onvoldoende overeenstemming hadden bereikt en geen volledig programma konden presenteren. Er waren onlusten en rellen in het publiek en blokkades. Het festivalmanagement was in staat snel te reageren en nodigde de ongeveer 2.200 toeschouwers in de Philharmonie gratis uit voor het tweede avondconcert van Makeba en Ibrahim. Carla Bley componeerde vervolgens Boo to you too voor het festival van 1979, verwijzend naar het gedrag van het publiek. Zoals Gruntz in zijn memoires opmerkte, was het boeroepers-tijdperk voorbij en moest hij ze extra inhuren voor de uitvoering van Carla Bley.
1980 kwam het conflict tot een hoogtepunt tussen Schulte-Bahrenberg en Gruntz. Na een rechtszaak moest de Berliner Jazztage zich vanaf 1981 het Jazzfest noemen en werd het management overgenomen door Berliner Festspiele GmbH. Vanuit het gezichtspunt van Gruntz was Schulte-Bahrenberg de laatst overgebleven vertegenwoordiger van het oorspronkelijke festivalbedrijf, die de winstverdeling in het oorspronkelijke oprichtingscontract volledig wilde gebruiken voor een publieksgerichte uitnodiging aan bekende jazzmusici. Gruntz daarentegen wilde het budget opgebruiken om experimenten te promoten, in de geest van Berendts oorspronkelijke programma-ideeën voor het festival. Het Jazzfestival werd populairder tijdens de jaren 1980 en de presentaties waren stimulerend, zo niet opwindend, nieuw, verrassend en bovendien van een vaak buitengewone kwaliteit - een waarvan het bestaan bijna onbekend was.

### Wisselende besturen vanaf de jaren 1990
Het festival werd opnieuw bekritiseerd sinds de jaren 1990. Gruntz werd beschuldigd van het stagneren van het programma. Als artistiek directeur concentreerde Albert Mangelsdorff zich op de Europese ontwikkelingen van 1995 tot 2000. Terwijl Mangelsdorff de kwaliteit van het festival opnieuw kon verhogen, werd Peter Schulze beschuldigd van willekeur.
De hoofdlocatie veranderde in 2001 van het Haus der Kulturen der Welt in het Haus der Berliner Festspiele. De jazzclubs Quasimodo en A-Trane evenals de Akademie der Künste aan de Hanseatenweg zijn ook te zien. De ARD zendt een deel van de concerten uit en financiert ook een deel van het budget. Met een vijfdaags programma met artiesten zoals Lizz Wright, Joe Sample, Steve Swallow en Charles Lloyd beëindigde Nils Landgren het management van het festival in november 2011. Van 2012 tot 2014 was de jazzjournalist en muziekcriticus Bert Noglik artistiek directeur van het Jazzfest Berlin. In 2015 volgde de Britse jazzjournalist Richard Williams hem op. Williams wilde graag een forum bieden voor nieuwe ontwikkelingen in de jazz. Vanaf 2018 ontwerpt concertmanager Nadin Deventer het muzikale programma.

## Artistieke leiders
- 1964–1971: Joachim-Ernst Berendt
- 1972–1994: George Gruntz
- 1995–2000: Albert Mangelsdorff
- 2001: Nils Landgren
- 2002: John Corbett
- 2003–2007: Peter Schulze
- 2008–2011: Nils Landgren
- 2012–2014: Bert Noglik
- 2015–2017: Richard Williams

## Documentaire film
- 2004: Meilensteine – 40 Jahre JazzFest Berlin. Dokumentaire film, Duitsland, 43:30 Min., draaiboek en regie: N.N., Productie: arte, eerste uitzending: 7 november 2004 bij arte, Filmdaten: